# Самайоа, Николас
Николас Самайоа Пачеко (исп. Nicolás Samayoa Pacheco; род. 2 августа 1995, Гватемала) — гватемальский футболист, защитник клуба «Комуникасьонес» и сборной Гватемалы.

## Клубная карьера
Самайоа во время обучения в США в Университете Флориды выступал за команду учебного заведения. В начале 2018 года Николас был задрафтован клубом «Нью-Инглэнд Революшн». 6 июня в матче открытого кубка США против «Луисвилл Сити» он дебютировал за основной состав. Летом того же года Самайоа на правах аренды перешёл в «Лас-Вегас Лайтс». 14 июня в матче против «Феникс Райзинг» он дебютировал в USL.
В начале 2019 года Самайоа вернулся на родину, став игроком клуба «Комуникасьонес». 27 января в матче против «Депортиво Чиантла» он дебютировал в гватемальской Лиге Насьональ. 2 мая в поединке против «Депортиво Петапа» Николас забил свой первый гол за «Комуникасьонес». В 2021 году Самайоа стал победителем Лиги КОНКАКАФ. В 2022 году игрок помог клубу выиграть чемпионат.

## Международная карьера
В 2015 году в составе молодёжной сборной Гватемалы Самайоа принял участие в молодёжном Кубке КОНКАКАФ в Ямайке. На турнире он был запасным и на поле не вышел. 
15 ноября 2018 года в товарищеском матче против сборной Израиля Самайоа дебютировал за сборную Гватемалы. 28 марта 2023 года в поединке Лиги наций КОНКАКАФ против сборной Французской Гвианы Николас забил свой первый гол за национальную команду. 

### Голы за сборную Гватемалы
| #   | Дата          | Место                                       | Противник          | Счёт | Результат | Соревнование                  |
| --- | ------------- | ------------------------------------------- | ------------------ | ---- | --------- | ----------------------------- |
| 01. | 28 марта 2023 | Доротео Гуамач Флорес, Гватемала, Гватемала | Французской Гвианы | 3:0  | 4:0       | Лиги наций КОНКАКАФ 2022/2023 |

## Достижения
Командные
 «Комуникасьонес»
- Победитель Лиги Насьональ (1) — 2021
- Победитель Лиги КОНКАКАФ (1) — Клаусура 2022